# Army of Thieves
Army of Thieves (Ejército de los ladrones en España, El ejército de los ladrones en Hispanoamérica) es una película estadounidense de atracos y comedia con zombis, dirigida por Matthias Schweighöfer con un guion de Shay Hatten, de una historia original coescrita por Zack Snyder y Hatten. Una precuela de Army of the Dead, la película está protagonizada por Schweighöfer, quien repite su papel de Dieter de la película anterior, junto con un elenco de apoyo que incluye a Nathalie Emmanuel, Guz Khan, Ruby O. Fee, Stuart Martin, Jonathan Cohen y Noémie Nakai.
La película fue producida por Zack y Deborah Snyder, Wesley Coller, Matthias Schweighöfer y Dan Maag, y fue estrenada en Netflix el 29 de octubre de 2021. El rodaje comenzó en Alemania en octubre de 2020 y concluyó en diciembre del mismo año.

## Sinopsis
La historia tiene lugar antes de los eventos de Army of the Dead, durante las primeras etapas del brote de zombis. En ella, un grupo de ladrones aprovecha la conmoción por los eventos en Estados Unidos para realizar robos a tres de las cajas fuertes más seguras del mundo.

## Elenco
- Matthias Schweighöfer como Sebastian Schlencht-Wöhnert/Ludwig Dieter
- Nathalie Emmanuel como Gwendoline
- Guz Khan como Rolph
- Ruby O. Fee como Korina Domínguez
- Stuart Martin como Alexis Broschini/Brad Cage
- Jonathan Cohen como Delacroix
- Noémie Nakai como Beatrix
- John Bubniak como Christopher

Además, Amy Huck hace un cameo como Lady Café, mientras que Peter Simonischek aparece sin acreditar como cerrajero en la tienda de Dieter. Dave Bautista y Ana de la Reguera como Scott Ward y Maria Cruz, respectivamente, repiten sus papeles sin acreditar y aparecen en imágenes de archivo extendidas de "Army of the Dead", mientras que Hiroyuki Sanada aparece como Bly Tanaka a través de una imagen fija.

## Producción
En septiembre de 2020, se anunció que la película, entonces conocida como Army of the Dead: The Prequel, estaba en desarrollo en Netflix. El rodaje tuvo lugar en Alemania y terminó en diciembre de 2020. En una entrevista de febrero de 2021, Deborah Snyder se refirió a la película como Army of Thieves. Ese mismo mes, el compositor de Army of the Dead, Tom Holkenborg, confirmó que estaría trabajando tanto en la precuela como en la serie animada relacionada Army of the Dead: Lost Vegas. En abril de 2021, Zack Snyder confirmó que Army of Thieves era el título oficial de la película.
En mayo de 2021, Deborah Snyder describió la película como similar a The Italian Job en un mundo donde existen zombis, mientras explicaba que la película era independiente de la anterior cinta por naturaleza. La productora clasificó el género como una película de atraco de comedia romántica que tiene lugar durante las primeras etapas de la pandemia de zombis retratada en la película anterior, afirmando: "Tiene lugar en un mundo donde existen estos zombis en Estados Unidos y está causando inestabilidad en las instituciones bancarias. Están moviendo dinero, por lo que es la oportunidad perfecta para un atraco". La trama se centra en el personaje de Schweighöfer, Ludwig Dieter, que muestra cómo aprendió a abrir cajas fuertes con equipos de atracos anteriores. Schweighöfer confirmó que si bien la película no es categóricamente una película de zombis, el cineasta anticipó que podrían aparecer muertos vivientes; mientras que Snyder confirmó que habría zombis en la película.